# Osiedle Młodych (Wyszków)
Osiedle Młodych – osiedle w północno-zachodniej części Wyszkowa (województwo mazowieckie).
Osiedle domów jednorodzinnych, w zachodniej części łączy się z Osiedlem Polonez, gdzie zabudowa jest wielorodzinna. 